# Torneio dos Campeões 1937
Il Torneio dos Campeões 1937 (in italiano Torneo dei Campioni 1937) è stata la 1ª ed unica edizione del torneo organizzato dalla disciolta Federação Brasileira de Football (FBF). Nel 2023 la Confederação Brasileira de Futebol ha riconosciuto questo torneo come il primo campionato brasiliano ufficiale. Al campionato parteciparono in totale sei squadre: cinque club campioni in carica delle rispettive leghe statali e la rappresentativa della Liga de Sports da Marinha, la lega sportiva della marina militare brasiliana.

## Formula
- Fase preliminare: 3 squadre si affrontano in due turni ad eliminazione diretta in gara singola.
- Fase finale: la vincitrice della fase preliminare e le 3 squadre qualificate direttamente alla fase finale si affrontano in un girone unico con partite di andata e ritorno.

## Partecipanti
| Squadra          | Città                 | Stato                      |
| ---------------- | --------------------- | -------------------------- |
| Aliança          | Campos dos Goytacazes | Rio de Janeiro             |
| Atlético Mineiro | Belo Horizonte        | Minas Gerais               |
| Fluminense       | Rio de Janeiro        | Distrito Federal do Brasil |
| Liga da Marinha  | Rio de Janeiro        | Distrito Federal do Brasil |
| Portuguesa       | San Paolo             | San Paolo                  |
| Rio Branco-ES    | Cariacica             | Espírito Santo             |

## Fase preliminare

### Risultati
| Giorno          | Squadra in casa | Squadra fuori casa | Risultato |
| --------------- | --------------- | ------------------ | --------- |
| 6 gennaio 1937  | Aliança         | Liga da Marinha    | 0-2       |
| 11 gennaio 1937 | Rio Branco-ES   | Liga da Marinha    | 2-0       |

Il Rio Branco si qualifica alla fase finale.

## Fase Finale

### Risultati
| Giorno           | Squadra in casa  | Squadra fuori casa | Risultato |
| ---------------- | ---------------- | ------------------ | --------- |
| 10 gennaio 1937  | Portuguesa       | Fluminense         | 4-1       |
| 13 gennaio 1937  | Fluminense       | Atlético Mineiro   | 6-0       |
| 13 gennaio 1937  | Rio Branco-ES    | Portuguesa         | 3-1       |
| 17 gennaio 1937  | Fluminense       | Rio Branco-ES      | 5-2       |
| 20 gennaio 1937  | Rio Branco-ES    | Atlético Mineiro   | 1-1       |
| 24 gennaio 1937  | Atlético Mineiro | Portuguesa         | 5-0       |
| 24 gennaio 1937  | Rio Branco-ES    | Fluminense         | 4-3       |
| 27 gennaio 1937  | Fluminense       | Portuguesa         | 6-2       |
| 31 gennaio 1937  | Portuguesa       | Rio Branco-ES      | 4-0       |
| 31 gennaio 1937  | Atlético Mineiro | Fluminense         | 4-1       |
| 3 febbraio 1937  | Atlético Mineiro | Rio Branco-ES      | 5-1       |
| 14 febbraio 1937 | Portuguesa       | Atlético Mineiro   | 2-3       |

### Classifica finale
| Pos. | Squadra          | Pt | G | V | N | P | GF | GS | DR |
| ---- | ---------------- | -- | - | - | - | - | -- | -- | -- |
| 1    | Atlético Mineiro | 9  | 6 | 4 | 1 | 1 | 18 | 10 | +8 |
| 2    | Fluminense       | 6  | 6 | 3 | 0 | 3 | 22 | 16 | +6 |
| 3    | Rio Branco-ES    | 5  | 6 | 2 | 1 | 3 | 10 | 19 | -9 |
| 4    | Portuguesa       | 4  | 6 | 2 | 0 | 4 | 13 | 18 | -5 |

### Verdetto
- Atlético Mineiro campione del Brasile 1937.